# 黃承試
黄承试（？—1609年），字季兆，號彭池，江西建昌府南城县人，明朝政治人物。

## 生平
万历十九年（1591年）辛卯科江西乡试舉人，三十二年（1604年）甲辰科进士，礼部觀政，初授金華府推官，三十七年卒。